# Nadryby
Nadryby (en allemand : Nadryb) est une commune du district de Plzeň-Nord, dans la région de Plzeň, en République tchèque. Sa population s'élevait à 132 habitants en 2022.

## Géographie
Nadryby se trouve à 15 km au nord-est du centre de Plzeň et à 72 km à l'ouest-sud-ouest de Prague.
La commune est limitée par Hromnice au nord, par Břasy au nord-est et à l'est, par Bušovice au sud-est, par Smědčice au sud, et par Dolany à l'ouest.

## Histoire
La première mention écrite de la localité date du XIe siècle.

## Galerie

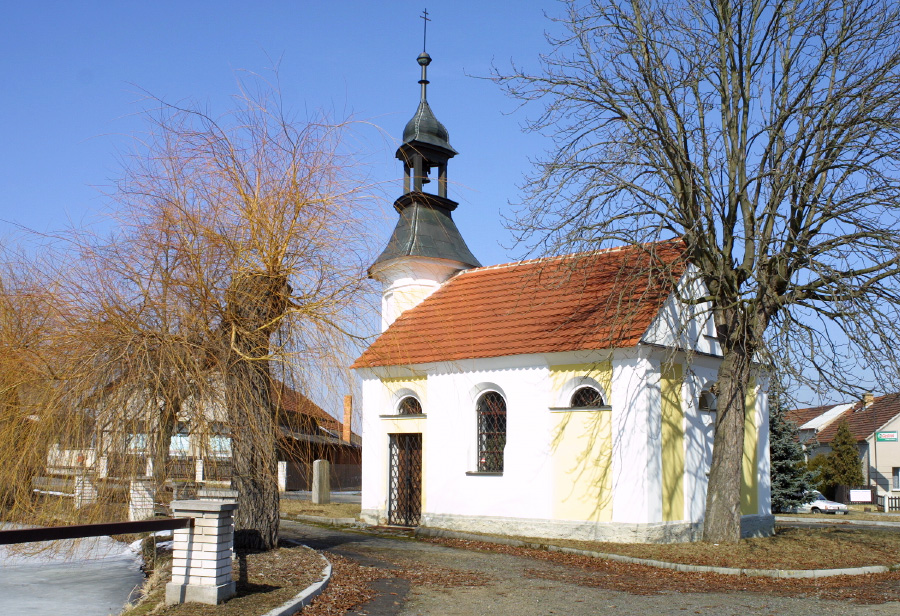
Chapelle Saint-Antoine.
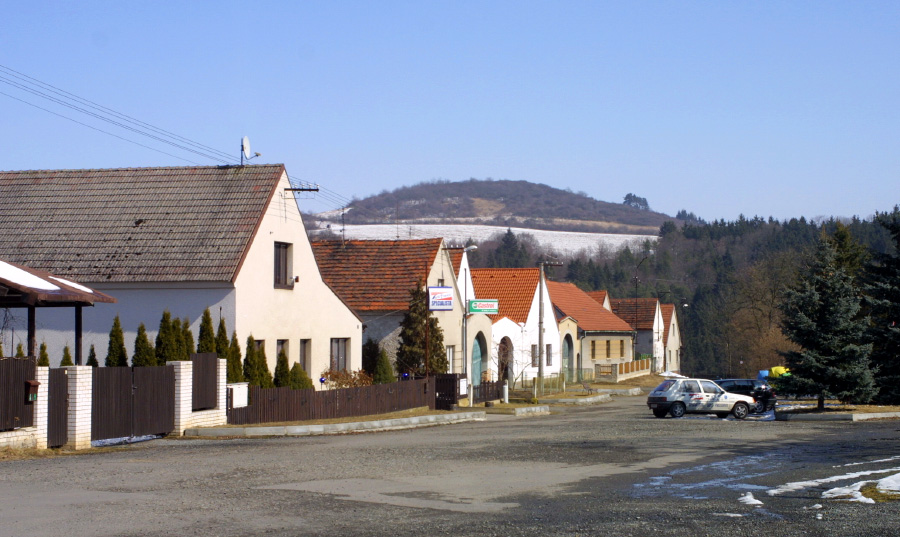
Maisons sur la place du village.

## Transports
Par la route, Nadryby se trouve à 16 km de Plzeň et à 100 km de Prague. 